# Christoph Spycher
Christoph Spycher (Wolhusen, Suiza, 30 de marzo de 1978) es un exfutbolista suizo que jugó como defensa entre otros en el BSC Young Boys de la Super Liga Suiza. Actualmente ocupa el puesto de director deportivo en el BSC Young Boys.

## Selección nacional
Ha sido internacional con la selección de fútbol de Suiza en 47 partidos internacionales.

### Participaciones en Copas del Mundo
| Mundial                        | Sede     | Resultado        |
| ------------------------------ | -------- | ---------------- |
| Copa Mundial de Fútbol de 2006 | Alemania | Octavos de final |

### Participaciones en Eurocopas
| Mundial       | Sede            | Resultado      |
| ------------- | --------------- | -------------- |
| Eurocopa 2004 | Portugal        | Fase de grupos |
| Eurocopa 2008 | Austria y Suiza | Fase de grupos |

## Clubes
| Club                | País     | Año       |
| ------------------- | -------- | --------- |
| FC Luzern           | Suiza    | 1999-2001 |
| Grasshoppers        | Suiza    | 2001-2005 |
| Eintracht Frankfurt | Alemania | 2005-2010 |
| BSC Young Boys      | Suiza    | 2010-2014 |